# Maestro de los meses

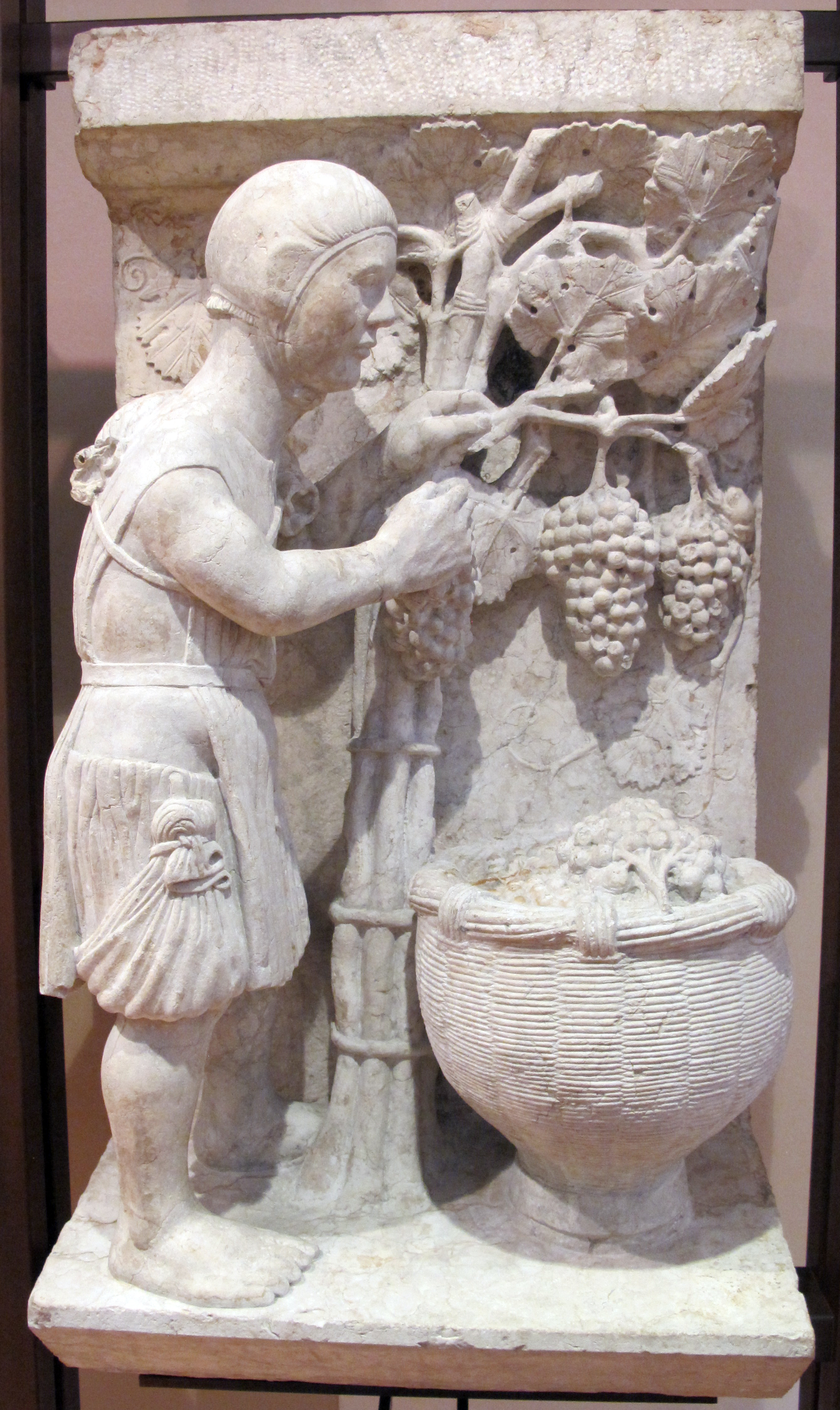
Ciclo de los meses, septiembre

El así llamado Maestro de los meses es un escultor anónimo artífice de un ciclo de meses en la catedral de Ferrara (que se conservan en el museo de la catedral).
Se trata de un alumno de Benedetto Antelami activo al menos entre el 1220 y el 1230, al cual se ha atribuido también la luneta con La adoración de los Reyes Magos en la iglesia de San Mercurial de Forlí (realizada alrededor de 1220).
En el ciclo de los meses, esculpió doce figuras que representan los trabajos agrícolas de cada estación u otros temas inspirados en el ciclo análogo realizador Antelami y su escuela en el Baptisterio de Parma. Sin embargo, tiene su impronta propia que en ocasiones logra superar al maestro.
Uno de los puntos fuertes de sus obras es la verosimilitud y atención a los detalles. Por ejemplo, en el Septiembre se muestra un campesino ocupado en la vendimia: especialmente realista aparece la vid, pero el cesto de uvas llega al virtuosismo. Las herramientas del campesino también están logradas con gran realismo. La atmósfera de concentración solemne atestigua cómo se veía el trabajo y su carácter de acción que ennoblece y salva, opuesta a la interpretación del Génesis del trabajo manual como una maldición divina.
Otro mes interesante es el de Enero, donde se recupera la personificación antigua del Jano, a modo de citación de obras clásicas. Así este escultor muestra ya dos que serán características de la escultura gótica: el naturalismo y el clasicismo.